# سی‌اس‌اس آیسوندیگا
سی‌اس‌اس آیسوندیگا (به انگلیسی: CSS Isondiga) یک کشتی بود. این کشتی در سال ۱۸۶۳ ساخته شد.